# Signorine adorate
Signorine adorate è l'ottavo album di Mario Castelnuovo.

## Il disco
Il disco viene registrato nel luglio 1995 nel Midi Studio Records di Pisa e mixato nello stesso studio a settembre; il tecnico del suono è Marco Carmassi, mentre il tecnico del mixaggio è Benedict Fenner. Per la prima volta un album di Castelnuovo viene pubblicato solo in CD, e non in vinile. Dall'album viene tratto il cd singolo Ma Vie Je T'Aime. Il titolo del disco è tratto da un verso della canzone L'oro di Santa Maria.
In copertina è raffigurato un particolare del quadro La Ghirlandata di Dante Gabriel Rossetti. Nell'interno di copertina vengono ringraziati, per il loro contributo alla realizzazione del disco, Lilli Greco, Tony Cicco, Nicola Sisto e Gaio Chiocchio.
Nel 1998 l'album è stato ristampato dalla D.V. More Record, con il numero di catalogo DV 6123. In Germania viene stampato col titolo Così sia e contiene due brani inediti Così sia e Rosso.

## Tracce
1. Il mago – 3:11
2. Orfani d'amore – 4:25
3. Ma vie je t'aime – 4:03
4. Nudo amore – 3:43
5. Lady Man – 3:54
6. L'oro di Santa Maria – 3:15
7. La casa al Colosseo – 4:55
8. Leggimi nel futuro – 3:49
9. Lettera dall'Italia – 3:41
10. L'ora bianca – 4:05
11. La notte che venne il giorno – 3:59
12. Salomè – 5:06

Testi musiche e arrangiamenti di Mario Castelnuovo
Prodotto da Mario Castelnuovo e Fabio Pianigiani

## Musicisti
- Mario Castelnuovo: voce, chitarra acustica
- Fabio Pianigiani: tastiera, chitarra elettrica, chitarra acustica, bouzouki, batteria elettronica
- Carlo Guaitoli: pianoforte
- Marco Carmassi: programmazione, tastiera
- Maurizio Dei Lazzaretti: batteria
- Rino Zurzolo: contrabbasso, basso
- Federico Sanesi: tabla, darabouka
- Steve James: violino, sarod
- Rolf Kruger: programmazione tastiera in Salomé
- Vincenzo Vullo: oboe in Il mago
- Laura Bigliazzi: voce femminile
- Coro Polifonici Senesi: cori